# Bassus depressus
Bassus depressus är en stekelart som beskrevs av Chou och Michael J. Sharkey 1989. Bassus depressus ingår i släktet Bassus och familjen bracksteklar. Inga underarter finns listade.